# Alaudala
Alaudala — рід горобцеподібних птахів родини жайворонкових (Alaudidae). Представники цього роду мешкають в Африці та Євразії. Раніше їх відносили до роду Малий жайворонок (Calandrella) або Жайворонок (Alauda), однак за результатами молекулярно-філогенетичного дослідження 2014 року вони були виділені у відновлений рід Alaudala.
У 2020 р. в результаті мітохондріального аналізу ДНК підвиди Alaudala rufescens heinei, який гніздиться в Україні, а також підвиди A.r. aharonii, A.r. pseudobaetica та A.r. persica) вилучені з виду Жайворонок сірий (Alaudala rufescens) в окремий вид Жайворонок євразійський (Alaudala heinei). У майбутньому можливе подальше дрібнення виду та роду Alaudala

## Види
Виділяють шість видів роду Alaudala:
- Жайворонок масайський (Alaudala athensis)
- Жайворонок солончаковий (Alaudala cheleensis)
- Жайворонок сомалійський (Alaudala somalica)
- Жайворонок сірий (Alaudala rufescens)
- Жайворонок євразійський[5] (Alaudala heinei)
- Жайворонок крихітний (Alaudala raytal)

## Етимологія
Наукова назва роду Alaudala є зменшувальною формою від наукової назви роду Alauda Linnaeus, 1758 (жайворонок).